# آچاریستسقالی
آچاریستسقالی (به لاتین: Acharistsqali) یک رود در گرجستان است که در آجارستان واقع شده‌است.